# Associazione Calcio Prato 2014-2015
Questa voce raccoglie le informazioni riguardanti l'Associazione Calcio Prato nelle competizioni ufficiali della stagione 2014-2015.

## Stagione
Nella stagione 2014-2015 il Prato ha disputato il cinquantunesimo torneo di terza serie della sua storia, prendendo parte alla neo-istituita Lega Pro.
La partecipazione alla Coppa Italia si ferma al primo turno, con la sconfitta a Castellammare di Stabia: Juve Stabia-Prato 1-0. Nella Coppa Italia di Lega Pro, invece, la squadra pratese gareggia per tre turni fermandosi agli ottavi di finale, eliminata dalla SPAL in trasferta ai supplementari (3-2).
In campionato la squadra si è classificata al tredicesimo posto con 44 punti.

## Divise e sponsor
Lo sponsor tecnico per la stagione 2014-2015 è Erreà, mentre lo sponsor ufficiale è Prato Feels.; sponsor aggiunto è Estra Energia.
| 1° divisa | 2° divisa | 3° divisa |

## Rosa
Rosa estratta dal sito ufficiale, aggiornata a febbraio 2015.
| N. |                    | Ruolo | Calciatore          |
| -- | ------------------ | ----- | ------------------- |
|    | Italia (bandiera)  | P     | Matteo Brunelli     |
|    | Italia (bandiera)  | P     | Massimo Gazzoli     |
|    | Croazia (bandiera) | P     | Ivica Ivušić        |
|    | Italia (bandiera)  | P     | Matteo Martinuzzi   |
|    | Italia (bandiera)  | D     | Andrea Bagnai       |
|    | Italia (bandiera)  | D     | Andrea Bandini      |
|    | Italia (bandiera)  | D     | Paolo Dametto       |
|    | Italia (bandiera)  | D     | Michele De Agostini |
|    | Italia (bandiera)  | D     | Fabio Eguelfi       |
|    | Italia (bandiera)  | D     | Daniele Ghidotti    |
|    | Italia (bandiera)  | D     | Lorenzo Matteo      |
|    | Italia (bandiera)  | D     | Cosimo Miccinesi    |
|    | Italia (bandiera)  | D     | Cesare Rickler      |
|    | Italia (bandiera)  | D     | Michele Rinaldi     |
|    | Italia (bandiera)  | D     | Federico Sorbo      |
|    | Camerun (bandiera) | C     | Alex Bengala        |
|    | Italia (bandiera)  | C     | Matteo Cavagna      |
|    | Italia (bandiera)  | C     | Lorenzo Coccolo     |

| N. |                           | Ruolo | Calciatore            |
| -- | ------------------------- | ----- | --------------------- |
|    | Italia (bandiera)         | C     | Jacopo Fanucchi       |
|    | Italia (bandiera)         | C     | Gianmarco Gabbianelli |
|    | Italia (bandiera)         | C     | Giulio Grifoni        |
|    | Danimarca (bandiera)      | C     | Morten Knudsen        |
|    | Italia (bandiera)         | C     | Simone Pasa           |
|    | Italia (bandiera)         | C     | Andrea Romanò         |
|    | Italia (bandiera)         | C     | Claudio Santini       |
|    | Italia (bandiera)         | C     | Lorenzo Tassi         |
|    | Italia (bandiera)         | C     | Francesco Urso        |
|    | Italia (bandiera)         | A     | Lorenzo Benedetti     |
|    | Italia (bandiera)         | A     | Riccardo Bocalon      |
|    | Costa d'Avorio (bandiera) | A     | Adama Fofana          |
|    | Italia (bandiera)         | A     | Roberto Ogunseye      |
|    | Italia (bandiera)         | A     | Raffaele Rubino       |
|    | Italia (bandiera)         | C     | Samuele Chelini       |
|    | Italia (bandiera)         | C     | Davide Martinelli     |
|    | Italia (bandiera)         | A     | Manuele Malotti       |

## Calciomercato

### Sessione invernale(dal 05/01 al 02/02)
| Acquisti | Acquisti            | Acquisti            | Acquisti                       |
| R.       | Nome                | da                  | Modalità                       |
| -------- | ------------------- | ------------------- | ------------------------------ |
| P        | Massimo Gazzoli     | Lumezzane           | prestito                       |
| D        | Michele De Agostini | Ischia (svincolato) | definitivo                     |
| D        | Michele Rinaldi     | Savoia              | prestito                       |
| D        | Federico Sorbo      | Pavia               | definitivo                     |
| C        | Claudio Santini     | Empoli              | definitivo                     |
| C        | Francesco Urso      | L.R. Vicenza        | prestito                       |
| A        | Lorenzo Coccolo     | Pisa                | prestito (diritto di riscatto) |

| Cessioni         | Cessioni          | Cessioni  | Cessioni                          |
| R.               | Nome              | a         | Modalità                          |
| ---------------- | ----------------- | --------- | --------------------------------- |
| P                | Matteo Brunelli   | Carpi     | risoluzione contratto             |
| D                | Andrea Bagnai     | Lumezzane | definitivo                        |
| D                | Fabio Eguelfi     | Inter     | fine prestito                     |
| D                | Lorenzo Matteo    | Inter     | definitivo (e rimane in prestito) |
| C                | Alex Bengala      | Livorno   | prestito                          |
| Altre operazioni |                   |           |                                   |
| R.               | Nome              | da        | Modalità                          |
| D                | Alessandro Malomo | Pavia     | definitivo                        |

## Risultati
Nota:  Statistiche Spettatori Lega Pro B 2014-2015, su stadiapostcards.com. URL consultato il 17 febbraio 2015..

### Lega Pro

#### Girone di andata
| Arbitro: | F. Catona (Reggio Calabria) |

|                 |           |          |
| Gil Muntadas 8’ | Marcatori | 63’ Pasa |

| Arbitro: | E. Vesprini (Macerata) |

|             |           |                                             |
| Bandini 62’ | Marcatori | 46’, 80’ Konate 59’ Colombo 76’ (aut.) Pasa |

| Arbitro: | V. Colarossi (Roma 2) |

|            |           |             |
| Colapi 73’ | Marcatori | 83’ Bocalon |

| Arbitro: | D. Martinelli (Roma 2) |

|                                         |           |                                        |
| Rubino 2’ Fanucchi 23’ Bocalon 34’, 61’ | Marcatori | 18’ Biasci 22’ (rig.) Nolè 70’ Boilini |

| Arbitro: | A. Capraro (Cassino) |

|                                    |           |             |
| Cavagna 65’ Rubino 67’ Bocalon 71’ | Marcatori | 8’ Scappini |

| Arbitro: | A. Prontera (Bologna) |

|             |           |              |
| Carpani 89’ | Marcatori | 56’ Fanucchi |

| Arbitro: | V. Mastrodonato (Molfetta) |

|  |           |              |
|  | Marcatori | 27’ Esposito |

| Arbitro: | L. Rossi (Rovigo) |

|           |           |            |
| Torri 62’ | Marcatori | 33’ Fofana |

| Arbitro: | A. Caso (Verona) |

|              |           |  |
| Ghidotti 55’ | Marcatori |  |

| Arbitro: | A. Di Martino (Teramo) |

|                                          |           |                         |
| Grassi 31’, 87’ Galli 46’ Bartolomei 90’ | Marcatori | 39’, 65’, 90+2’ Bocalon |

| Arbitro: | F. Fanton (Lodi) |

|                                                |           |              |
| Rubino 31’ (rig.) Dametto 90+2’ Fanucchi 90+3’ | Marcatori | 56’ Melandri |

| Arbitro: | C. Lanza (Nichelino) |

|                         |           |             |
| Romeo 18’ Falzerano 37’ | Marcatori | 76’ Bocalon |

| Arbitro: | G. Cifelli (Campobasso) |

|  |           |          |
|  | Marcatori | 25’ Arma |

| Arbitro: | C. Amoroso (Paola) |

|                                                     |           |  |
| Angiulli 29’ Tremolada 42’ Siega 73’ Sinigaglia 90’ | Marcatori |  |

| Arbitro: | P. Formato (Benevento) |

|                               |           |                           |
| Bocalon 38’ (rig.) Rubino 67’ | Marcatori | 36’ Tulli 39’, 56’ Di Dio |

| Arbitro: | G. Mantelli (Brescia) |

|                |           |  |
| Donnarumma 51’ | Marcatori |  |

| Arbitro: | E. Paolini (Ascoli Piceno) |

|             |           |                 |
| Bocalon 51’ | Marcatori | 90+1’ Torromino |

| Arbitro: | A. Capone (Palermo) |

|            |           |  |
| Argeri 87’ | Marcatori |  |

| Arbitro: | A. Giua (Pisa) |

|              |           |              |
| Fanucchi 29’ | Marcatori | 47’ Gorzegno |

#### Girone di ritorno
| Arbitro: | A. Tardino (Milano) |

|                        |           |  |
| Bandini 60’ Rubino 63’ | Marcatori |  |

| Arbitro: | D. Amabile (Vicenza) |

|            |           |             |
| Colombo 3’ | Marcatori | 79’ Bocalon |

| Arbitro: | P. Dei Giudici (Latina) |

|              |           |                 |
| Fanucchi 77’ | Marcatori | 74’ Sandomenico |

| Lucca 31 gennaio 2015, ore 15:00 CET 23ª giornata | Lucchese            | 0 – 0 referto | Prato | Stadio Porta Elisa (1.528 spett.)\| Arbitro: \| G. Strippoli (Bari) \| |
| Arbitro:                                          | G. Strippoli (Bari) |               |       |                                                                        |

| Savona 7 febbraio 2015, ore 19:30 CET 24ª giornata | Savona               | 0 – 0 referto | Prato | Stadio Valerio Bacigalupo (696 spett.)\| Arbitro: \| L. Massimi (Termoli) \| |
| Arbitro:                                           | L. Massimi (Termoli) |               |       |                                                                              |

| Arbitro: | Piccinini (Forlì) |

|                                   |           |           |
| Bocalon 44’ Fanucchi 58’ Urso 83’ | Marcatori | 72’ Pérez |

| Arbitro: | A.G. Zanonato (Vicenza) |

|             |           |             |
| Mancosu 68’ | Marcatori | 40’ Bocalon |

| Arbitro: | Piscopo (Imperia) |

|  |           |               |
|  | Marcatori | 3’ Castellana |

| Ferrara 8 marzo 2015, ore 18:00 CET 28ª giornata | SPAL              | 0 – 0 referto | Prato | Stadio Paolo Mazza (2.856 spett.)\| Arbitro: \| Colosimo (Torino) \| |
| Arbitro:                                         | Colosimo (Torino) |               |       |                                                                      |

| Arbitro: | Fourneau (Roma 1) |

|  |           |                                               |
|  | Marcatori | 6’ Bartolomei 18’, 27’ De Cenco 40’ Cesaretti |

| Arbitro: | Marinelli (Tivoli) |

|                         |           |                          |
| Docente 45’ Fantoni 50’ | Marcatori | 13’, 81’ (rig.) Fanucchi |

| Arbitro: | Rossi (Rovigo) |

|                          |           |             |
| Fanucchi 67’ Bocalon 77’ | Marcatori | 34’ Calvano |

| Pisa 27 marzo 2015, ore 20:45 CET 32ª giornata | Pisa                      | 0 – 0 referto | Prato | Stadio Arena Garibaldi - Romeo Anconetani (5.072 spett.)\| Arbitro: \| Melidoni (Frattamaggiore) \| |
| Arbitro:                                       | Melidoni (Frattamaggiore) |               |       | |

| Arbitro: | Serra (Torino) |

|             |           |           |
| Bocalon 74’ | Marcatori | 72’ Spanò |

| Arbitro: | Valiante (Nocera Inferiore) |

|                |           |                   |
| Morbidelli 80’ | Marcatori | 87’ (rig.) Rubino |

| Arbitro: | Martinelli (Roma 2) |

|          |           |  |
| Urso 37’ | Marcatori |  |

| Arbitro: | Vesprini (Macerata) |

|                      |           |  |
| Torromino 69’ (rig.) | Marcatori |  |

| Arbitro: | Illuzzi (Molfetta) |

|             |           |                 |
| Bocalon 31’ | Marcatori | 67’ De Respinis |

| Arbitro: | Caso (Verona) |

|  |           |            |
|  | Marcatori | 48’ Rubino |

### Coppa Italia

#### Fase eliminatoria a gironi
| Arbitro: | A. Morreale (Roma 1) |

|                 |           |  |
| Ripa 75’ (rig.) | Marcatori |  |

### Coppa Italia Lega Pro

#### Fase a eliminazione diretta
| Arbitro: | D. Amabile (Vicenza) |

|                                       |           |  |
| Romanò 8’ Fofana 9’ Rubino 42’ (rig.) | Marcatori |  |

| Arbitro: | Baldicchi (Città di Castello) |

|                                           |                      |                                               |
| Ogunseye 43’                              | Marcatori            | 88’ Coulibaly                                 |
| Rubino Bandini Dametto Gabbianelli Fofana | Tiri di rigore 4 – 3 | Mungo Frascatore Coulibaly Piscitella Di Bari |

| Arbitro: | Perotti (Legnano) |

|                                                      |           |                               |
| Gentile 9’ (rig.) Di Quinzio 54’ Veratti 114’ (rig.) | Marcatori | 79’ (rig.) Pasa 90+4’ Malotti |

## Statistiche
Aggiornate al 9 maggio 2015.

### Statistiche di squadra
| Competizione          | Punti | In casa | In casa | In casa | In casa | In casa | In casa | In trasferta | In trasferta | In trasferta | In trasferta | In trasferta | In trasferta | Totale | Totale | Totale | Totale | Totale | Totale | DR |
| Competizione          | Punti | G       | V       | N       | P       | Gf      | Gs      | G            | V            | N            | P            | Gf           | Gs           | G      | V      | N      | P      | Gf     | Gs     | DR |
| --------------------- | ----- | ------- | ------- | ------- | ------- | ------- | ------- | ------------ | ------------ | ------------ | ------------ | ------------ | ------------ | ------ | ------ | ------ | ------ | ------ | ------ | -- |
| Lega Pro - girone B   | 44    | 19      | 8       | 5       | 6       | 27      | 26      | 19           | 1            | 12           | 6            | 14           | 22           | 38     | 9      | 17     | 12     | 41     | 48     | -7 |
| Coppa Italia          |       | 0       | 0       | 0       | 0       | 0       | 0       | 1            | 0            | 0            | 1            | 0            | 1            | 1      | 0      | 0      | 1      | 0      | 1      | -1 |
| Coppa Italia Lega Pro |       | 2       | 1       | 1       | 0       | 4       | 1       | 1            | 0            | 0            | 1            | 2            | 3            | 3      | 1      | 1      | 1      | 6      | 4      | +2 |
| Totale                |       | 21      | 9       | 6       | 6       | 31      | 27      | 21           | 1            | 12           | 8            | 16           | 26           | 42     | 10     | 18     | 14     | 47     | 53     | -6 |

### Andamento in campionato
| Giornata  | 1 | 2  | 3  | 4 | 5 | 6 | 7  | 8  | 9 | 10 | 11 | 12 | 13 | 14 | 15 | 16 | 17 | 18 | 19 | 20 | 21 | 22 | 23 | 24 | 25 | 26 | 27 | 28 | 29 | 30 | 31 | 32 | 33 | 34 | 35 | 36 | 37 | 38 |
| --------- | - | -- | -- | - | - | - | -- | -- | - | -- | -- | -- | -- | -- | -- | -- | -- | -- | -- | -- | -- | -- | -- | -- | -- | -- | -- | -- | -- | -- | -- | -- | -- | -- | -- | -- | -- | -- |
| Luogo     | T | C  | T  | C | C | T | C  | T  | C | T  | C  | T  | C  | T  | C  | T  | C  | T  | C  | C  | T  | C  | T  | T  | C  | T  | C  | T  | C  | T  | C  | T  | C  | T  | C  | T  | C  | T  |
| Risultato | N | P  | N  | V | V | N | P  | N  | V | P  | V  | P  | P  | P  | P  | P  | N  | P  | N  | V  | N  | N  | N  | N  | V  | N  | P  | N  | P  | N  | V  | N  | N  | N  | V  | P  | N  | V  |
| Posizione | 5 | 13 | 14 | 7 | 4 | 8 | 11 | 12 | 9 | 11 | 8  | 12 | 14 | 16 | 16 | 17 | 17 | 17 | 18 | 17 | 17 | 17 | 17 | 18 | 15 | 15 | 15 | 16 | 16 | 16 | 15 | 14 | 15 | 16 | 15 | 16 | 15 | 13 |

Fonte:  GIRONE B STATISTICA, su lega-pro.com.
Legenda:

Luogo: C = Casa; T = Trasferta. Risultato: V = Vittoria; N = Pareggio; P = Sconfitta.

### Statistiche dei giocatori
| Giocatore      | Lega Pro | Lega Pro | Lega Pro    | Lega Pro   | Coppa Italia | Coppa Italia | Coppa Italia | Coppa Italia | Coppa Italia Lega Pro | Coppa Italia Lega Pro | Coppa Italia Lega Pro | Coppa Italia Lega Pro | Totale   | Totale | Totale      | Totale     |
| Giocatore      | Presenze | Reti     | Ammonizioni | Espulsioni | Presenze     | Reti         | Ammonizioni  | Espulsioni   | Presenze              | Reti                  | Ammonizioni           | Espulsioni            | Presenze | Reti   | Ammonizioni | Espulsioni |
| -------------- | -------- | -------- | ----------- | ---------- | ------------ | ------------ | ------------ | ------------ | --------------------- | --------------------- | --------------------- | --------------------- | -------- | ------ | ----------- | ---------- |
| M. Brunelli    | 11       | -19      | 3           | 0          | 0            | 0            | 0            | 0            | 1                     | -0                    | 0                     | 0                     | 12       | -19    | 3           | 0          |
| M. Gazzoli     | 16       | -14      | 1           | 0          | -            | -            | -            | -            | -                     | -                     | -                     | -                     | 16       | -14    | 1           | 0          |
| I. Ivušić      | 11       | -15      | 0           | 0          | 1            | -1           | 0            | 0            | 2                     | -4                    | 0                     | 0                     | 14       | -20    | 0           | 0          |
| M. Martinuzzi  | -        | -        | -           | -          | -            | -            | -            | -            | -                     | -                     | -                     | -                     | -        | -      | -           | -          |
| A. Bagnai      | 8        | 0        | 2           | 0          | -            | -            | -            | -            | 1                     | 0                     | 0                     | 0                     | 9        | 0      | 2           | 0          |
| A. Bandini     | 33       | 2        | 1           | 0          | 1            | 0            | 0            | 0            | 3                     | 0                     | 0                     | 0                     | 37       | 2      | 1           | 0          |
| P. Dametto     | 36       | 1        | 5           | 0          | 1            | 0            | 0            | 0            | 1                     | 0                     | 0                     | 0                     | 38       | 1      | 5           | 0          |
| M. De Agostini | 15       | 0        | 3           | 0          | -            | -            | -            | -            | -                     | -                     | -                     | -                     | 15       | 0      | 3           | 0          |
| F. Eguelfi     | 7        | 0        | 0           | 0          | 1            | 0            | 0            | 0            | 3                     | 0                     | 0                     | 0                     | 11       | 0      | 0           | 0          |
| D. Ghidotti    | 14       | 1        | 5           | 1          | 1            | 0            | 0            | 0            | 2                     | 0                     | 0                     | 0                     | 17       | 1      | 5           | 1          |
| L. Matteo      | 7        | 0        | 1           | 0          | -            | -            | -            | -            | 1                     | 0                     | 0                     | 0                     | 8        | 0      | 1           | 0          |
| C. Miccinesi   | -        | -        | -           | -          | -            | -            | -            | -            | 2                     | 0                     | 0                     | 0                     | 2        | 0      | 0           | 0          |
| C. Rickler     | 13       | 0        | 4           | 1          | 1            | 0            | 0            | 0            | -                     | -                     | -                     | -                     | 14       | 0      | 4           | 1          |
| M. Rinaldi     | 14       | 0        | 2           | 0          | -            | -            | -            | -            | -                     | -                     | -                     | -                     | 14       | 0      | 2           | 0          |
| F. Sorbo       | 15       | 0        | 3           | 0          | -            | -            | -            | -            | -                     | -                     | -                     | -                     | 15       | 0      | 3           | 0          |
| A. Bengala     | 11       | 0        | 2           | 0          | 0            | 0            | 0            | 0            | 3                     | 0                     | 1                     | 0                     | 14       | 0      | 3           | 0          |
| M. Cavagna     | 32       | 1        | 9           | 2          | 1            | 0            | 0            | 0            | 2                     | 0                     | 0                     | 0                     | 35       | 1      | 9           | 2          |
| L. Coccolo     | 12       | 0        | 4           | 0          | -            | -            | -            | -            | -                     | -                     | -                     | -                     | 12       | 0      | 4           | 0          |
| J. Fanucchi    | 35       | 9        | 10          | 0          | 1            | 0            | 0            | 0            | 2                     | 0                     | 1                     | 0                     | 38       | 9      | 11          | 0          |
| G. Gabbianelli | 23       | 0        | 3           | 0          | 1            | 0            | 0            | 0            | 3                     | 0                     | 0                     | 0                     | 27       | 0      | 3           | 0          |
| G. Grifoni     | 30       | 0        | 2           | 0          | 1            | 0            | 0            | 0            | 0                     | 0                     | 0                     | 0                     | 31       | 0      | 2           | 0          |
| M. Knudsen     | 8        | 0        | 0           | 0          | -            | -            | -            | -            | -                     | -                     | -                     | -                     | 8        | 0      | 0           | 0          |
| S. Pasa        | 19       | 1        | 4           | 0          | 1            | 0            | 0            | 0            | 3                     | 1                     | 1                     | 0                     | 23       | 2      | 5           | 0          |
| A. Romanò      | 27       | 0        | 7           | 0          | 1            | 0            | 0            | 0            | 2                     | 1                     | 0                     | 0                     | 30       | 1      | 7           | 0          |
| C. Santini     | 11       | 0        | 2           | 0          | -            | -            | -            | -            | -                     | -                     | -                     | -                     | 11       | 0      | 2           | 0          |
| L. Tassi       | 21       | 0        | 7           | 0          | -            | -            | -            | -            | 1                     | 0                     | 1                     | 0                     | 22       | 0      | 8           | 0          |
| F. Urso        | 17       | 2        | 6           | 1          | -            | -            | -            | -            | -                     | -                     | -                     | -                     | 17       | 2      | 6           | 1          |
| L. Benedetti   | 0        | 0        | 0           | 0          | 0            | 0            | 0            | 0            | -                     | -                     | -                     | -                     | 0        | 0      | 0           | 0          |
| R. Bocalon     | 35       | 16       | 3           | 0          | -            | -            | -            | -            | -                     | -                     | -                     | -                     | 35       | 16     | 3           | 0          |
| A. Fofana      | 5        | 1        | 0           | 0          | 1            | 0            | 0            | 0            | 3                     | 1                     | 0                     | 0                     | 9        | 2      | 0           | 0          |
| R. Ogunseye    | 11       | 0        | 0           | 0          | -            | -            | -            | -            | 2                     | 1                     | 0                     | 0                     | 13       | 1      | 0           | 0          |
| R. Rubino      | 30       | 7        | 0           | 0          | 1            | 0            | 0            | 0            | 2                     | 1                     | 0                     | 0                     | 33       | 8      | 0           | 0          |
| S. Chelini     | -        | -        | -           | -          | -            | -            | -            | -            | 1                     | 0                     | 1                     | 1                     | 1        | 0      | 1           | 1          |
| D. Martinelli  | -        | -        | -           | -          | -            | -            | -            | -            | 1                     | 0                     | 0                     | 0                     | 1        | 0      | 0           | 0          |
| M. Malotti     | -        | -        | -           | -          | -            | -            | -            | -            | 1                     | 1                     | 0                     | 0                     | 1        | 1      | 0           | 0          |